# Jeanne Crain
Jeanne Elizabeth Crain (25 de mayo de 1925 - 14 de diciembre de 2003) fue una actriz estadounidense. Recibió una candidatura al Óscar a la mejor actriz por su participación en la cinta Pinky (1949).

## Biografía
Crain nació en Barstow, California. Sus padres eran George A. Crain (maestro de escuela) y Loretta Carr; Sus padres eran católicos de ascendencia irlandesa. Para 1930, vivían en Inglewood (California), en el número 822 de S. Walnut Avenue. Cuando sus padres se divorciaron en 1934, su madre, su hermana Rita Marie (quien la sustituyó a mediados de la década de 1940) y ella se mudaron al número 5817 de Van Ness Ave en Los Ángeles.
Crain empezó a conseguir papeles protagónicos en obras escolares a los 14 años y en concursos de belleza a los 15. Excelente patinadora sobre hielo, atrajo la atención por primera vez al ser coronada Miss Pan-Pacific en el Auditorio Pan-Pacific de Los Ángeles. Asistió a la escuela secundaria Inglewood, donde su padre era director del departamento de inglés.  Mientras aún cursaba la secundaria, le pidieron que hiciera una prueba de cámara con Orson Welles, pero no consiguió el papel. Después de la secundaria, se matriculó en la UCLA para estudiar arte dramático. En 1943, a los 18 años, apareció en un pequeño papel en la película The Gang's All Here, producida por 20th Century Fox.

## Trayectoria
A los 19 años, Crain fue elegida por Fox para su primer papel importante, en el drama romántico Home in Indiana (1944) con Walter Brennan, donde interpretó al interés amoroso del personaje de Lon McCallister. La película, rodada en Technicolor, fue un éxito de taquilla y consolidó a Crain como una figura destacada del cine.
Darryl F. Zanuck, director de Fox, le dio a Crain un papel destacado en In the Meantime, Darling (1944), dirigida por Otto Preminger, donde interpretó a una novia de guerra. Su actuación fue duramente criticada, pero ganó reconocimiento nacional. Esto la llevó a conseguir el papel principal en The Shocking Miss Pilgrim, en octubre de 1944, una película musical que finalmente se rodó con Betty Grable como protagonista. En 1945 coprotagonizó junto a Cornel Wilde, Gene Tierney y Vincent Price State Fair, y Leave Her to Heaven (Que el cielo la juzgue) junto a Gene Tierney. En State Fair cantó la canción ganadora del Óscar a mejor canción de 1945, It might as well be spring. En 1949 protagonizó tres películas: Carta a tres esposas, The Fan, y Pinky, por la cual fue nominada al Oscar a la mejor actriz. Pinky fue un film controvertido, ya que trataba de la historia de una joven afrodescendiente de piel clara que es tratada como blanca en el norte de los Estados Unidos. Aunque se pensó en Lena Horne y en otras actrices negras para el papel, Darryl F. Zanuck eligió a una actriz blanca, por motivos de taquilla.
En 1950, Crain trabajó junto a Myrna Loy y Clifton Webb en Cheaper by the Dozen (Trece por docena). Después se emparejó con Cary Grant para la producción de Joseph L. Mankiewicz People Will Talk (1951). Crain fue emparejada nuevamente con Loy en Belles on Their Toes (Bellezas por casar) (1952), la secuela de Cheaper by the Dozen. 
Estando todavía con la Fox, Crain tuvo una excelente actuación como una joven esposa que pierde la razón entre intrigas en alta mar en el film Dangerous Crossing (Travesía peligrosa), junto a Michael Rennie. Después hizo un conjunto de películas para Universal Pictures, incluyendo notables actuaciones junto a Kirk Douglas como la de Man Without a Star (La pradera sin ley) (1955). 
También en 1955, Crain mostró sus habilidades como bailarina en Gentlemen Marry Brunettes (Los caballeros se casan con las morenas), junto a Jane Russell, Alan Young, y Rudy Vallee. La producción fue rodada en París y el canto de Crain en la película fue doblado, como era costumbre. La película se basaba en la novela de Anita Loos, que era una secuela de su famosa Los caballeros las prefieren rubias. Gentlemen Marry Brunettes fue popular en Europa y se estrenó en Francia con el título de A Paris Pour les Quatre, y en Bélgica como Cevieren Te Parijs. 
En 1956 Crain actuó frente a Glenn Ford, Russ Tamblyn, y Broderick Crawford en el gran western The Fastest Gun Alive (llega un pistolero). La película fue dirigida por Russell Rouse. En 1957, fue la mujer de la alta sociedad que ayuda a un cantante (Frank Sinatra) a redimirse en The Joker Is Wild (La máscara del dolor).
En 1959 actuó en una prestigiosa producción televisiva de la CBS, Meet Me in St. Louis. En la misma también trabajaba Myrna Loy, Walter Pidgeon, Jane Powell, y Ed Wynn. Una muestra del cambio de época: el reparto del programa estaba encabezado por ¡Tab Hunter!
Los papeles cinematográficos disminuyeron en los años sesenta, y Crain se retiró parcialmente. Sin embargo, trabajó en el papel de Nefertiti en la producción italiana Queen of the Nile (La reina del Nilo) (1961), junto a Edmund Purdom y Vincent Price. Durante este periodo Crain intervino en What's My Line? Mystery Guests, el popular programa de la CBS. Volvió a trabajar junto a Dana Andrews en Hot Rods To Hell, que se estrenó en 1967. Su última película fue Skyjacked (Alarma, vuelo 502 secuestrado), en 1972.

## Vida personal
En el apogeo de su estrellato a finales de la década de 1940 y principios de la de 1950, Crain era conocida como "la chica fiestera número uno de Hollywood", y se decía que la invitaban al menos a 200 fiestas al año.
Contra los deseos de su madre, Crain se casó con el antiguo miembro de RKO Pictures Paul Brinkman el 31 de diciembre de 1946; el primero de sus 7 hijos nació el siguiente abril. A inicios de los años cincuenta, Crain ganaba unos 3500 dólares por semana. Ambos adquirieron una gran casa en Beverly Hills. El matrimonio fue fuerte durante unos años, pero a mediados de los cincuenta obtuvieron un decreto cautelar de divorcio, proclamando cada uno que el otro le había sido infiel. Sin embargo, la pareja se reconcilió en vísperas de su undécimo aniversario de boda.
A lo largo de su vida fue una devota católica, motivo por el cual permaneció casada, a pesar de vivir separadamente de su marido en Santa Bárbara (California). Brinkman falleció en octubre de 2003.
Crain murió unos meses después a causa de un infarto agudo de miocardio. La misa funeral de Crain tuvo lugar en la Santa Barbara Mission. Está enterrada en la tumba familiar del cementerio de Santa Bárbara.

## Legado
La nieta mayor de Crain, la actriz y cantante Bret Crain, confeccionó una página web dedicada a la memoria de su abuela: jeannecrain.org. 
La carrera de Crain está muy documentada en una extraordinaria colección de pertenencias suyas reunidas por Charles J. Finlay (durante mucho tiempo publicista de 20th Century Fox). La colección Jeanne Crain está depositada en los archivos cinematográficos de la Universidad Wesleyana de Middletown, Connecticut. En estos archivos también existe documentación sobre figuras como Frank Capra, Ingrid Bergman, Clint Eastwood, y otros.
Dos de sus hijos fallecieron antes que ellos. De los otros cinco, cabe mencionar que Paul Brinkman Jr. fue un exitoso ejecutivo de la televisión, conocido sobre todo por su trabajo en la serie de la CBS JAG.

## Filmografía
- The Gang's All Here (La banda está aquí) (1943)
- Home in Indiana (1944)
- In the Meantime, Darling (1944)
- Winged Victory (Cita en los cielos, 1944)
- The All-Star Bond Rally (1945) (cortometraje)
- State Fair (1945)
- Que el cielo la juzgue (1945)
- Centennial Summer (1946)
- Margie (Cómo le conocí) (1946)
- You Were Meant for Me (1948)
- Apartment for Peggy (1948)
- Carta a tres esposas (1949)
- The Fan (1949)
- Pinky (1949)
- Trece por docena (1950)
- I'll Get By (1950) (Cameo)
- Take Care of My Little Girl (1951)
- People Will Talk (1951)
- The Model and the Marriage Broker (1951)
- Bellezas por casar (1952)
- O'Henry's Full House (1952)
- Dangerous Crossing (Travesía peligrosa) (1953)
- Vicki (1953)
- City of Bad Men (1953)
- Duel in the Jungle (Duelo en la jungla) (1954)
- Man Without a Star (La pradera sin ley) (1955)
- Gentlemen Marry Brunettes (Los caballeros se casan con las morenas) (1955)
- The Second Greatest Sex (1955)
- The Fastest Gun Alive (Llega un pistolero) (1956)
- The Tattered Dress (1957)
- The Joker Is Wild (La máscara del dolor) (1957)
- Guns of the Timberland (1960)
- Nefertiti, regina del Nilo (La reina del Nilo) (1961), de Ferdinando Cerchio
- Twenty Plus Two (1961)
- Invasion 1700 (A sangre y fuego) (1962)
- Ponzio Pilato (1962), de Giampaolo Callegari e Irving Rapper
- Hot Rods to Hell (1967)
- The Night God Screamed (1971)
- Skyjacked (Alarma, vuelo 502 secuestrado) (1972)

## Premios y distinciones
Premios Óscar
| Año  | Categoría    | Película | Resultado |
| ---- | ------------ | -------- | --------- |
| 1950 | Mejor actriz | Pinky    | Nominada  |